# Рігаут де Барбезьєу
Рігау́т де Барбезьє́у, Rigaut (також Richart або Richartz) de Berbezilh (також Berbezill або Barbesiu; фр. Rigaud de Barbezieux, лат. Rigaudus de Berbezillo) – провансальський трубадур, творча діяльність 1140 - 1163 роки.

## Біографія
Один з ранніх трубадурів. Дрібнопомісний дворянин з Барбезьеу.
Відомо близько п'ятнадцяти його творів, у тому числі один плач і дев'ять чи десять кансон. Деякі дослідники вважають, що він творив у час між 1170 та 1215 р.р.
За його життєписом, надійність якого, втім, викликає сумніви, Барбезьеу був здатний і щедрий, за характером боязкий, дуже вправний у написанні пісень. У своїй творчості любив звертатись до метафор, запозичених із середньовічних бестіаріїв. У віді також розповідається, що Рігаут закохався в дружину Ґауфрідуса де Тонай Gaufridus de Tonai (можливо, це була донька Жофре Рюделя) і оспівав її в своїх творах під сеньялем Miellz-de-Domna ( «Найкраща з Донн» ). Після її смерті поїхав до Іспанії і останні роки провів при дворі Дієго Лопеса Діаса де Харо' '(Diego López Díaz de Haro) – знаменитого покровителя трубадурів.
На думку дослідників, Рігаут де Барбезьеу був через графів Ангулемских у родинних зв’язках з Жофре Рюделем, а в кінці життя (після 1157) вступив до монастиря.